# Bahnstrecke Nashua–Concord
| Gesellschaft: | PAR                  |                                                  |                                                  |
| Streckenlänge: | 55,30 km             |                                                  |                                                  |
| Spurweite: | 1435 mm (Normalspur) |                                                  |                                                  |
| |                      |                                                  |                                                  |
| Gleise: | 1 (früher 2)         |                                                  |                                                  |
| \| \| \| \| \| \| \| \| von Lowell \| \| \| \| \| nach Nashua City Station \| \| \| \| 0,00 \| Nashua NH Union Station (früher Nashua Junction) \| Nashua NH Union Station (früher Nashua Junction) \| \| \| \| von North Acton \| \| \| \| \| Nashua River \| \| \| \| 9,29 \| Thornton's Ferry NH (früher Thorntons) \| Thornton's Ferry NH (früher Thorntons) \| \| \| 11,47 \| Merrimack NH \| Merrimack NH \| \| \| 14,19 \| Reeds NH (früher Reeds Ferry) \| Reeds NH (früher Reeds Ferry) \| \| \| 20,58 \| Moores Crossing NH \| Moores Crossing NH \| \| \| \| Merrimack River \| \| \| \| 21,03 \| Goffs NH (früher Goffs Falls) \| Goffs NH (früher Goffs Falls) \| \| \| ? \| South Manchester NH \| South Manchester NH \| \| \| \| von Lawrence und Candia \| \| \| \| 26,91 \| Manchester NH \| Manchester NH \| \| \| \| nach Henniker \| \| \| \| 29,24 \| Amoskeag NH \| Amoskeag NH \| \| \| 34,68 \| Martin NH (früher Martins Ferry, Martins) \| Martin NH (früher Martins Ferry, Martins) \| \| \| \| Merrimack River \| \| \| \| 40,89 \| Hooksett NH \| Hooksett NH \| \| \| \| nach Suncook \| \| \| \| ? \| Merrimack Generating Station \| Merrimack Generating Station \| \| \| \| von Portsmouth \| \| \| \| ? \| Bow NH (früher Bow Mills, Bow Junction) \| Bow NH (früher Bow Mills, Bow Junction) \| \| \| 55,30 \| Concord NH \| Concord NH \| \| \| \| nach Claremont und White River Junction \| \| \| \| \| nach Wells River \| \| |                      |                                                  |                                                  |
| |                      |                                                  |                                                  |
| Strecke |                      | von Lowell                                       | von Lowell                                       |
| Abzweig geradeaus und nach links |                      | nach Nashua City Station                         | nach Nashua City Station                         |
| Dienststation / Betriebs- oder Güterbahnhof | 0,00                 | Nashua NH Union Station (früher Nashua Junction) | Nashua NH Union Station (früher Nashua Junction) |
| Abzweig geradeaus und ehemals von links |                      | von North Acton                                  | von North Acton                                  |
| Brücke über Wasserlauf |                      | Nashua River                                     | Nashua River                                     |
| Dienststation / Betriebs- oder Güterbahnhof | 9,29                 | Thornton's Ferry NH (früher Thorntons)           | Thornton's Ferry NH (früher Thorntons)           |
| Dienststation / Betriebs- oder Güterbahnhof | 11,47                | Merrimack NH                                     | Merrimack NH                                     |
| Dienststation / Betriebs- oder Güterbahnhof | 14,19                | Reeds NH (früher Reeds Ferry)                    | Reeds NH (früher Reeds Ferry)                    |
| ehemaliger Haltepunkt / Haltestelle | 20,58                | Moores Crossing NH                               | Moores Crossing NH                               |
| Brücke über Wasserlauf |                      | Merrimack River                                  | Merrimack River                                  |
| Dienststation / Betriebs- oder Güterbahnhof | 21,03                | Goffs NH (früher Goffs Falls)                    | Goffs NH (früher Goffs Falls)                    |
| Dienststation / Betriebs- oder Güterbahnhof | ?                    | South Manchester NH                              | South Manchester NH                              |
| Abzweig geradeaus und ehemals von rechts |                      | von Lawrence und Candia                          | von Lawrence und Candia                          |
| Dienststation / Betriebs- oder Güterbahnhof | 26,91                | Manchester NH                                    | Manchester NH                                    |
| Abzweig geradeaus und ehemals nach links |                      | nach Henniker                                    | nach Henniker                                    |
| Dienststation / Betriebs- oder Güterbahnhof | 29,24                | Amoskeag NH                                      | Amoskeag NH                                      |
| Dienststation / Betriebs- oder Güterbahnhof | 34,68                | Martin NH (früher Martins Ferry, Martins)        | Martin NH (früher Martins Ferry, Martins)        |
| Brücke über Wasserlauf |                      | Merrimack River                                  | Merrimack River                                  |
| Dienststation / Betriebs- oder Güterbahnhof | 40,89                | Hooksett NH                                      | Hooksett NH                                      |
| Abzweig geradeaus und ehemals nach rechts |                      | nach Suncook                                     | nach Suncook                                     |
| Dienststation / Betriebs- oder Güterbahnhof | ?                    | Merrimack Generating Station                     | Merrimack Generating Station                     |
| Abzweig geradeaus und ehemals von rechts |                      | von Portsmouth                                   | von Portsmouth                                   |
| Dienststation / Betriebs- oder Güterbahnhof | ?                    | Bow NH (früher Bow Mills, Bow Junction)          | Bow NH (früher Bow Mills, Bow Junction)          |
| Dienststation / Betriebs- oder Güterbahnhof | 55,30                | Concord NH                                       | Concord NH                                       |
| Abzweig geradeaus und nach links |                      | nach Claremont und White River Junction          | nach Claremont und White River Junction          |
| Strecke |                      | nach Wells River                                 | nach Wells River                                 |

Die Bahnstrecke Nashua–Concord ist eine Eisenbahnhauptstrecke in New Hampshire (Vereinigte Staaten). Sie ist etwa 55 Kilometer lang und verbindet die Städte Nashua, Manchester und Concord miteinander. Die Strecke wird von den Pan Am Railways ausschließlich im Güterverkehr genutzt.

## Geschichte
Die 1835 gegründete Concord Railroad plante die Bahnstrecke als Anschluss an die Bahnstrecke Lowell–Nashua. Erst nachdem Ende 1838 diese Strecke fertiggestellt war, begann man mit den Bauarbeiten. Durch zwei Querungen des Merrimack River verzögerte sich die Fertigstellung jedoch. Am 1. Juli 1842 ging der Abschnitt von Nashua bis Manchester in Betrieb, am 26. Juli war Hooksett erreicht und erst am 7. September 1842 wurde die Strecke bis Concord fertiggestellt. Der Endbahnhof in Nashua hieß zunächst Nashua Junction, wurde jedoch schon bald zu einem bedeutenden Eisenbahnknoten und in Nashua Union Station umbenannt. 1848 wurde die Strecke zweigleisig ausgebaut.
Die Concord and Montreal Railroad übernahm 1889 die Concord und damit auch die Bahnstrecke. 1895 wurde sie ihrerseits durch die Boston and Maine Railroad übernommen, die nun den Betrieb führte. Zur Blütezeit der Eisenbahn verkehrten über die Bahnstrecke mehrere Expresszüge aus Richtung Boston nach Montréal sowie in die White Mountains sowie zahlreiche Personenzüge. Der Niedergang und die zunehmende Konkurrenz durch die Straßenfahrzeuge führten zur Einstellung des durchlaufenden Personenverkehrs in Richtung Montreal am 31. Oktober 1954. Noch bis zum 30. Juni 1967 verkehrten lokale Personenzüge nach Concord. In dieser Zeit wurde die Strecke auf ein Gleis zurückgebaut. Vom 28. Januar 1980 bis 28. Februar 1981 verkehrte mit finanzieller Unterstützung des Staates New Hampshire zweimal täglich ein Personenzug auf der Relation Concord–Boston über die Strecke. Anfangs hielten die Züge außer in Nashua und Concord nur in Manchester, ab dem 27. April 1980 auch in Merrimack. Die Fahrzeiten waren jedoch weder zu Bussen noch zu Privatfahrzeugen konkurrenzfähig, sodass der Betrieb nach Auslaufen des Subventionsvertrags eingestellt wurde. Seit 1983 gehört die Bahnstrecke der Guilford Transportation, die seit 2006 unter dem Namen Pan Am Railways firmiert. 

## Streckenbeschreibung
Die kurvenreiche Strecke folgt auf ganzer Länge dem Merrimack River. Sie beginnt in Nashua am westlichen Ufer und überquert den Fluss südlich von Manchester und erneut bei Hooksett. Da sie zumeist nahe am Flussufer verläuft, ist sie anfällig für Überschwemmungen, was bereits mehrmals, am längsten 1936, zu Betriebseinstellungen führte.